# بيركنفلد
بيركنفلد أو بِركِنفِلد (بالألمانية: Birkenfeld) هي بلدة ألمانية تقع في ألمانيا في راينلند بالاتينات. يقدر عدد سكانها بـ 6,814 نسمة .

## المدن التوأمة
مدينة Audun-le-Tiche هي مدينة توأمة لـبيركنفلد.

## أعلام
- ماتياس هن
- أولريكه كوش
- جورن خواكيم
- إليزابيث من سيمرن-شبونهايم